# Napeogenes
Genre
Le genre Napeogenes regroupe des insectes lépidoptères diurnes de la famille des Nymphalidae, de la sous-famille des Danainae, de la tribu Ithomiini et de la sous-tribu des Napeogenina.

## Dénomination
- Le genre Napeogenes a été décrit par l'entomologiste britannique Henry Walter Bates en 1862[1].
- L'espèce type, pour le genre, est Napeogenes rhezia cyrianassa (Doubleday, 1847).

### Synonymie
- Ceratonia (Boisduval, 1870)[2]
- Choridis (Boisduval, 1870)[3]

## Taxinomie
Selon Funet
- Napeogenes achaea (Hewitson, 1869)
- Napeogenes apulia (Hewitson, 1858)
- Napeogenes cranto C. & R. Felder, 1865
- Napeogenes duessa (Hewitson, 1859)
- Napeogenes flossina Butler, 1873
- Napeogenes glycera Godman, 1899
- Napeogenes gracilis Haensch, 1905
- Napeogenes harbona (Hewitson, 1869)
- Napeogenes inachia (Hewitson, 1855)
- Napeogenes juanjuiensis Fox & Real, 1971
- Napeogenes larilla (Hewitson, 1877)
- Napeogenes larina (Hewitson, 1856)
- Napeogenes lycora (Hewitson, 1870)
- Napeogenes peridia (Hewitson, 1854)
- Napeogenes pharo (C. & R. Felder, 1862)
- Napeogenes quadrilis Haensch, 1903
- Napeogenes rhezia (Geyer, [1834])
- Napeogenes sodalis Haensch, 1905
- Napeogenes stella (Hewitson, 1855)
- Napeogenes sulphureophila Bryk, 1937
- Napeogenes sylphis (Guérin-Méneville, [1844])
- Napeogenes tolosa (Hewitson, 1855)
- Napeogenes verticilla (Hewitson, 1874)

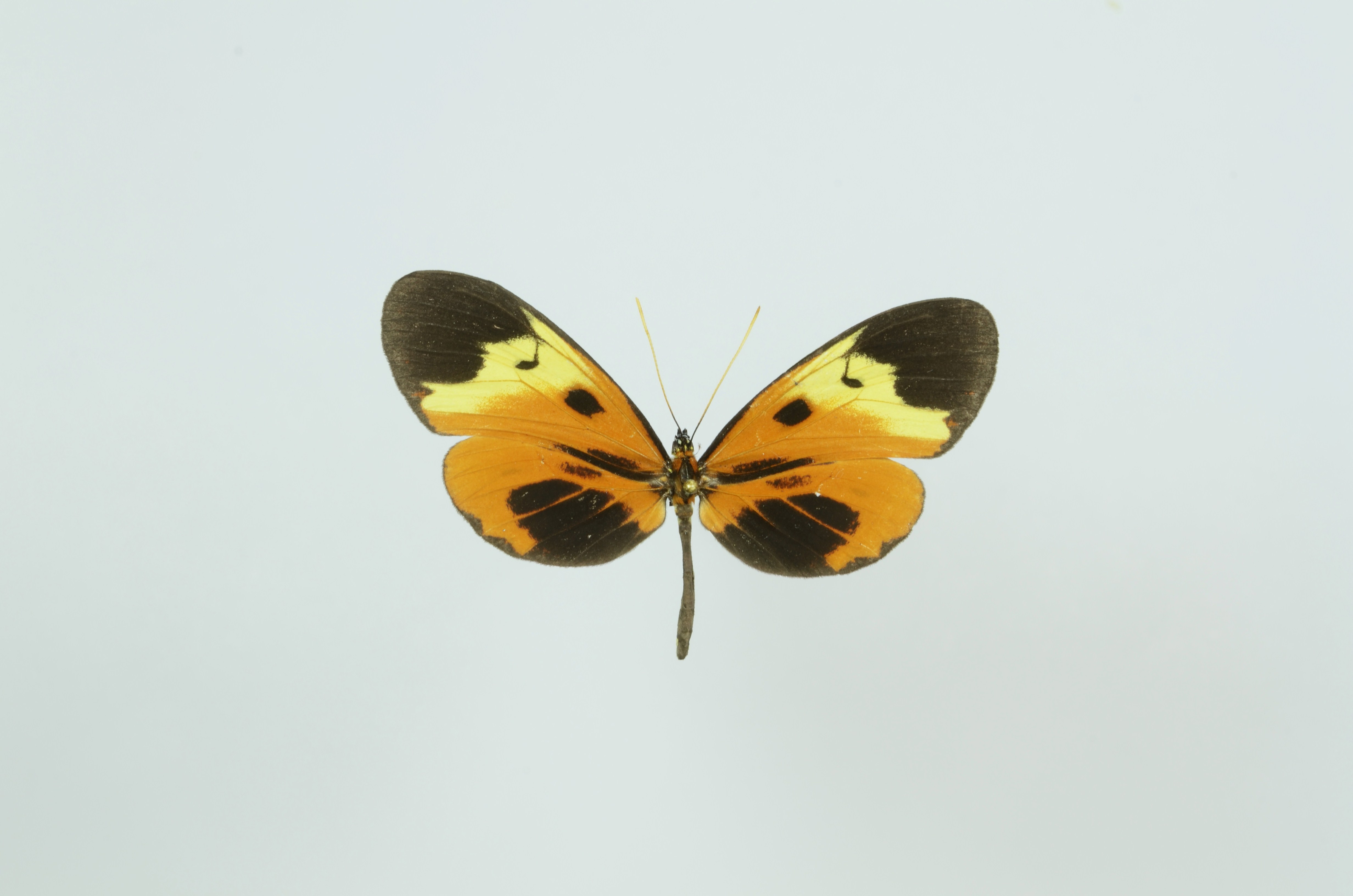
Napeogenes larina
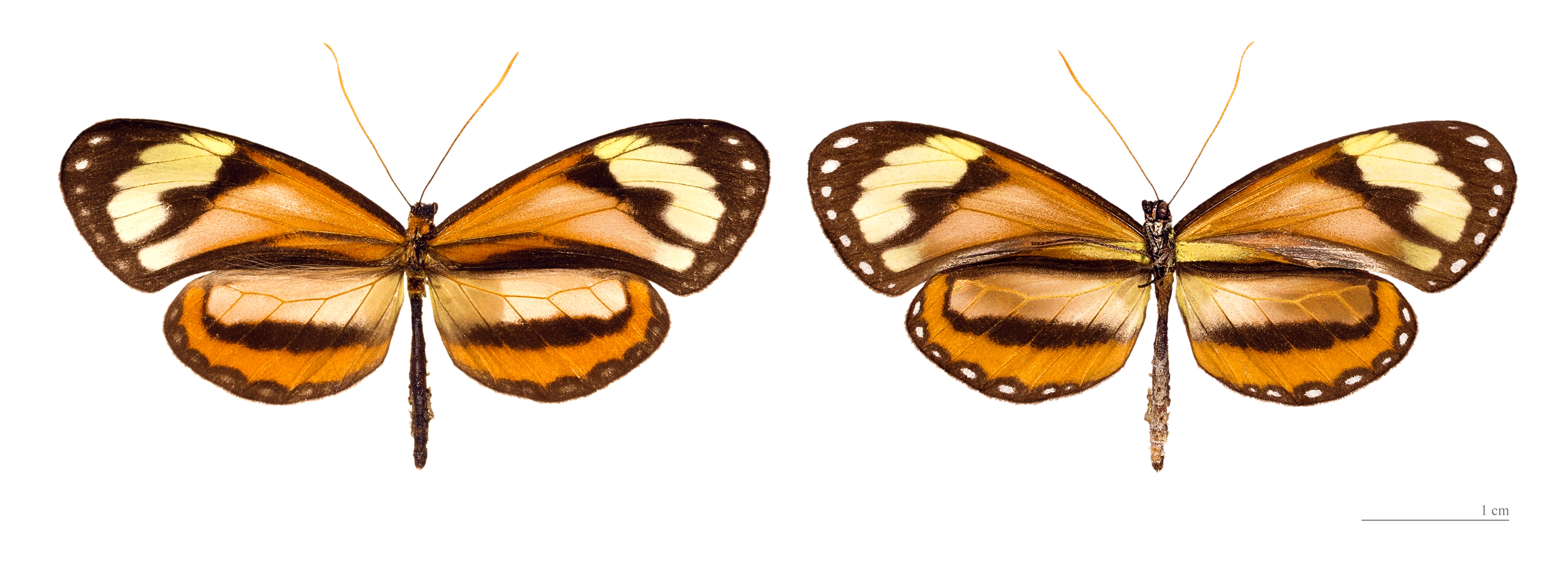
Napeogenes rhezia
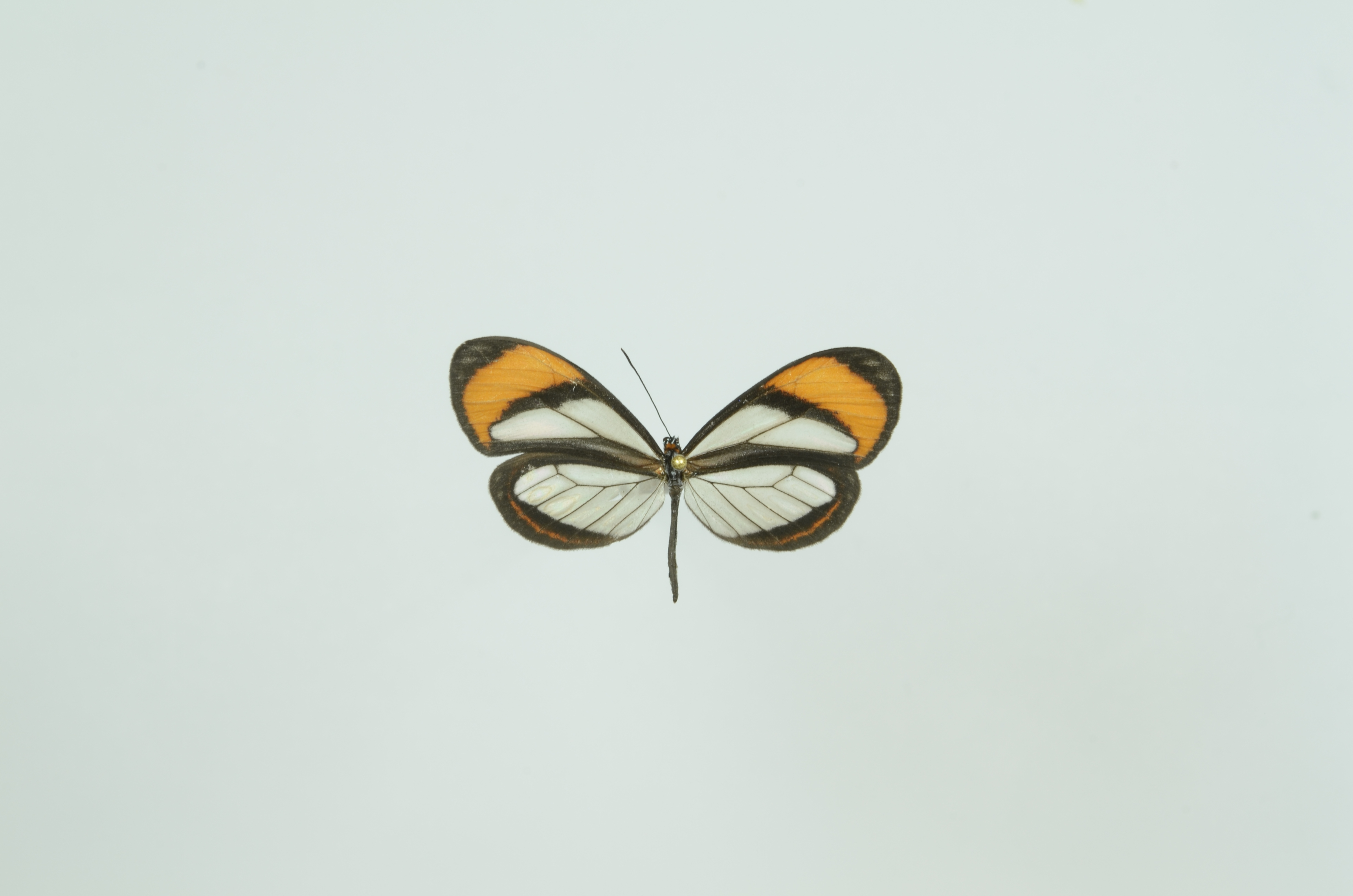
Napeogenes sylphis

- Le genre a donné son nom à une sous-tribu

Sous-Tribu des Napeogenina
Aremfoxia (Real, 1971)
Epityches (d'Almeida, 1938)
Hyalyris (Boisduval, 1870)
Hypothyris (Hübner, 1821)
Napeogenes (Bates, 1862)
Liste d'espèces Selon NCBI (11 avr. 2011)
- Napeogenes apulia
- Napeogenes benigna
- Napeogenes cranto
- Napeogenes duessa
- Napeogenes flossina
- Napeogenes glycera
- Napeogenes gracilis
- Napeogenes harbona
- Napeogenes inachia
  - Napeogenes inachia n. ssp. AW-2005
- Napeogenes larilla
  - Napeogenes larilla ssp. AW-2004
- Napeogenes larina
- Napeogenes lycora
- Napeogenes peridia
- Napeogenes pharo
- Napeogenes pheranthes
- Napeogenes rhezia
- Napeogenes sodalis
- Napeogenes stella
- Napeogenes sulphureophila
- Napeogenes sylphis
- Napeogenes tolosa
- Napeogenes verticella
- Napeogenes sp. 1 MS-2009
- Napeogenes sp. 2 MS-2009

## Répartition
Ils résident en Amérique du Sud et en Amérique Centrale.